# John Mills (nadador)
John Mills (Reino Unido, 28 de marzo de 1953) es un nadador británico retirado especializado en pruebas de estilo mariposa, donde consiguió ser medallista de bronce mundial en 1978 en los 4x100 metros estilos.

## Carrera deportiva
En el Campeonato Mundial de Natación de 1978 celebrado en Berlín (Alemania), ganó la medalla de bronce en los relevos de 4x100 metros estilos, nadando el largo de mariposa, con un tiempo de 3:49.06 segundos, tras Estados Unidos (oro con 3:44.63 segundos) y Alemania del Oeste (plata con 3:48.58 segundos).